# STANKIN
Universitatea Tehnologică de Stat din Moscova (MSTU) (rusă Московский Государственный Технологический Университет (МГТУ)), anterior Institutul de Mașini Instrumente din Moscova (rusă Московский станкоинструментальный институт, transliterat: Moskovsky stankoinstrumental'ny institut) cu acronimul STANKIN (rusă СТАНКИН), este una dintre cele mai importante instituții tehnice rusești, fiind fondată în 1930. Astăzi STANKIN formează specialiști în mai multe domenii, nu numai în utilaje.

## Legături externe
- Official site of STANKIN Arhivat în 11 aprilie 2022, la Wayback Machine.